# Eugen Trapp (Kunsthistoriker)
Eugen Trapp (* 1963 in Landshut) ist ein deutscher Kunsthistoriker und Denkmalpfleger.
Trapp studierte von 1983 bis 1991 an den Universitäten Regensburg und Triest Kunstgeschichte und Romanistik. Er promovierte in Regensburg 1990 mit einer Arbeit zum Thema Dominik Mahlknecht (1793–1876); ein Grödner als französischer Staatskünstler; Monographie und kritischer Katalog der Werke. Von 1991 bis 1995 arbeitete er bei den Museen der Stadt Regensburg, anschließend bis 2001 freiberuflich im Bereich der Denkmalinventarisation, u. a. für das Ladinische Kulturinstitut Micurà de Rü (Autonome Provinz Bozen, Südtirol).
Trapp ist Leiter der Unteren Denkmalschutzbehörde in Regensburg. Außerdem ist er Mitglied des wissenschaftlichen Beirats des Historischen Vereins für Oberpfalz und Regensburg. Trapp ist Autor zahlreicher Bücher über Kunstdenkmale in Regensburg und in der Oberpfalz, darunter ein Kunstführer durch Regensburg, der in mehrere Sprachen übersetzt wurde.

## Werke
Trapp ist Autor zahlreicher wissenschaftlicher Aufsätze und Bücher über Bau- und Kunstdenkmale in Regensburg und Umgebung sowie in den Dolomiten.

### Werkliste (Auswahl)
- Die Regensburger Misoxergemeinde des 18. und frühen 19. Jahrhunderts. In: Verhandlungen des Historischen Vereins für Oberpfalz und Regensburg, Band 162 (2022), S. 155–214
- Die Arisierung des Stadtbildes. Fallbeispiele von „Kunst am Bau“ im Regensburg der Zwanziger- und Dreißigerjahre des 20. Jahrhunderts. In: Stadt Regensburg, Amt für Archiv und Denkmalpflege (Hrsg.): Zwischen den Kriegen. Städtebau und Architektur im Regensburg der Zwanziger- und Dreißigerjahre des 20. Jahrhunderts. Regensburg, Morsbach Verlag 2022
- Walter Boll und die Vision vom autogerechten Mittelalter – oder: die verkehrsplanerische Dimension Schöpferischer Denkmalpflege in Regensburg. In: Arbeitskreis Regensburger Herbstsymposium (Hrsg.): Alte Stadt und moderner Verkehr – Konflikte und Konzepte aus drei Jahrhunderten. Dr. Peter Morsbach Verlag, Regensburg 2020, ISBN 978-3-96018-107-1
- Klaus-Peter Rueß, Eugen Trapp: Die Gräber der Gesandten. Oder: Wo der Immerwährende Reichstag lebendig wird. In: Stadt Regensburg, Amt für Archiv und Denkmalpflege (Hrsg.): Denkmalpflege in Regensburg. Band 16. Friedrich Pustet, Regensburg 2020, ISBN 978-3-7917-3155-1
- Begegnung – Erinnerung – Hoffnung. Das Bodenrelief von Dani Karavan auf dem Regensburger Neupfarrplatz. In: Stadt Regensburg, Amt für Archiv und Denkmalpflege (Hrsg.): Jüdisches Regensburg. Zeugnisse und Spuren im Stadtbild. Regensburg 2019, S. 55–66
- Der Blick zum Dom. Das Regensburger Bruckmandl und sein geistesgeschichlicher Hintergrund. In: Stadt Regensburg, Amt für Archiv und Denkmalpflege (Hrsg.): Denkmalpflege in Regensburg. Band 16. Friedrich Pustet, Regensburg 2018, ISBN 978-3-7917-3155-1
- Prebrunn – „ehemals eine lustige Vorstadt“ Nachruf auf ein nie in die Denkmalliste eingetragenes Ensemble. Hrsg. Stadt Regensburg Amt für Archiv und Denkmalpflege: Denkmalpflege in Regensburg. Band 13, Verlag Friedrich Pustet Regensburg 2014, ISBN 978-3-7917-2550-5
- Fürstliches Erbe. Die grüne Umgrenzung der Regensburger Altstadt. In: Stadt Regensburg, Amt für Archiv und Denkmalpflege (Hrsg.): Denkmalpflege in Regensburg. Band 13. Friedrich Pustet, Regensburg 2014, ISBN 978-3-7917-2550-5, S. 294–296
- Regensburg im Sommer 1945, Literarische Stimmungsbilder des Mailänder Malers Aldo Carpi. In: Verhandlungen des Historischen Vereins für Oberpfalz und Regensburg. Band 154. Historischer Verein für Oberpfalz und Regensburg, 2014, ISSN 0342-2518 online als pdf
- Welterbe Regensburg: Ein kunst- und kulturgeschichtlicher Führer zur Altstadt Regensburg mit Stadtamhof, Schnell & Steiner, 2. Aufl. 2012, ISBN 978-3-7954-2064-2, Übersetzungen in mehrere Sprachen
- „Das vornehmste Wahrzeichen der Stadt“. Denkmalpflegerische Anmerkungen zur Geschichte des Regensburger Goliath Freskos. Hrsg.: Stadt Regensburg (= Denkmalpflege in Regensburg. Band 12). Friedrich Pustet, Regensburg 2011, ISBN 978-3-7917-2371-6
- Die Rückkehr des Königs. In: Stadt Regensburg, Amt für Archiv und Denkmalpflege (Hrsg.): Denkmalpflege in Regensburg. Band 12. Friedrich Pustet, Regensburg 2011, ISBN 978-3-7917-2371-6
- Gemeingut aller Deutschen. Regensburger Denkmäler im nationalen Kontext 1810–1918 In: Arbeitskreis Regensburger Herbstsymposium (Hrsg.): Zum Teufel mit den Baudenkmälern. 200 Jahre Denkmalschutz in Regensburg. Dr. Peter Morsbach Verlag, Regensburg 2011, ISBN 978-3-937527-41-3
- Zur urbanen Entwicklung Regensburgs im Königreich Bayern. In: Hans Jürgen Becker, Konrad Maria Färber (Hrsg.): Regensburg wird bayerisch. Ein Lesebuch. Friedrich Pustet, Regensburg 2009, ISBN 978-3-7917-2218-4
- „Mit einem Wort: Es geht um Überlieferung.“ Jörg Traeger († 29. Juli 2005) als Anwalt der Denkmalpflege In: Stadt Regensburg – Amt für Archiv und Denkmalpflege (Hrsg.), Denkmalpflege in Regensburg, Band 10, Universitätsverlag Regensburg 2006, S. 177–189
- Testimonianze di storia ed arte nelle valli ladine. Val Badia, Val Gardena, Val di Fassa, Livinallongo, Ampezzo, San Martin de Tor: IstitutLadin „Micurà de Rü“ 2006
- Kunstdenkmäler Ladiniens. Gadertal – Gröden – Fassatal – Buchenstein – Ampezzo, San Martin de Tor. Istitut Ladin „Micurà de Rü“ 2003
- Kunsthistorische Brechungen zwischen Bayern und Rom. Carl Amurath, Pietro Del Pò, Jacob Herman und eine Neri-Büste von Bernini? In: Karl Möseneder, Gosbert Schüßler (Hrsg.): Bedeutung in den Bildern. Festschrift für Jörg Traeger zum 60. Geburtstag. Regensburg 2002, S. 455–475
- Bleibt die so? Anmerkungen zur weißen Justitia auf dem Regensburger Haidplatz. In: Stadt Regensburg – Amt für Archiv und Denkmalpflege (Hrsg.): Denkmalpflege in Regensburg, Band 17, Friedrich Pustet: Regensburg 2002, S. 54–72
- Kontinuität und Wandel als Prinzip. Das Haus Wahlenstraße 18 als Fallbeispiel vergangener Regensburger Baukultur und aktueller Sanierungsrealität. In: Stadt Regensburg – Amt für Archiv und Denkmalpflege (Hrsg.): Denkmalpflege in Regensburg, Band 17, Friedrich Pustet: Regensburg 2002, S. 79–89
- Moderne im Armenviertel. Zur städtebaulichen und architektonischen Veränderung der Regensburger Westnerwacht in den Zwanzigerjahren des 20. Jahrhunderts. In: Stadt Regensburg – Amt für Archiv und Denkmalpflege (Hrsg.): Denkmalpflege in Regensburg, Band 17, Friedrich Pustet: Regensburg 2002, S. 106–151
- Kath. Pfarrkirche St. Laurentius Grafenkirchen und ihre Nebenkirchen. Graphische Kunstanstalt Regensburg, 2001, ISBN 3-9807545-3-7
- Hl. Emmeram. In: Genoveva Nitz, Eugen Trapp (Hrsg.): Die im Lichte sind. Heilige und Patrone im Bistum Regensburg. Schnell & Steiner, Regensburg 2001, ISBN 3-7954-1446-6, S. 9–15
- Barbara Popp (1802–70). Die Regensburger Nazarenerin und ihr religiöses Werk. In: Beiträge zur Geschichte des Bistums Regensburg. Band 33, 1999, S. 401–470
- Dominikus Moling (1691–1761). Ein ladinischer Barockbildhauer. Annäherungen an Leben und Werk. San Martin de Tor: Istitut Ladin „Micurà de Rü“ 1999
- Regensburg und sein Mittelalter – Wege der Wiederentdeckung. Museum der Stadt Regensburg, 1995
- Die Kirchen und Kapellen der Pfarrei Riekofen in Geschichte und Kunst. Josef Fink, 1997, ISBN 978-3-931820-50-3
- Dominik Mahlknecht (1793–1876): ein Grödner als französischer Staatskünstler. Monographie und kritischer Katalog der Werke. San Martin de Tor: Istitut Ladin „Micurá de Rü“, 1991 (Dissertation)